# Canton de Landau
Le canton de Landau est un ancien canton français du département du Bas-Rhin (créé en 1790), avec pour chef-lieu Landau, et qui a disparu à la suite du Traité de Paris (1815).

## Géographie
Il était délimité au nord et au nord-ouest par le département du Mont-Tonnerre ; à l'est, par le canton de Candel ; au
sud, par les cantons de Candel et Billigheim ; à l'ouest, par le canton de Bergzabern et le département du Mont-Tonnerre.

## Histoire
Il fait partie du département de Mont-Tonnerre  (1797-1814). 
À la suite de la dévastation du Palatinat-Sud par les guerres napoléonennes, dont la Campagne d'Allemagne (1813), 
de 1814 à 1815, il est rattaché juridiquement à l'Arrondissement de Wissembourg (département du Bas-Rhin).
En 1816, il est rattaché au district du Palatinat (Rheinkreis) (1816-1968), donc au Royaume de Bavière (1805-1918), finalement intégré dans l'Empire allemand (1871-1918).
Il fait partie désormais du Palatinat-Sud-Est, élément de la région du Palatinat rhénan, lui-même partie du land de Rhénanie-Palatinat (créé en 1946),  lui-même constituant de l'eurorégion Saar-Lor-Lux (1980), et de la Grande Région (2010).

## Composition
À l'époque de l'an Ier de la république, son nombre de communes était de 15. À la suite de la suppression des districts, on lui en attribua 5 de plus.
En 1801, il était toujours composé de 20 communes, soit : Artzheim, Damheim, Eschbach, Hayna, Herxheim, Herxheimweyer, Ingenheim, Landau, Nusdord, Quelchlteim, Ranspach, Rulzheim, Waldhambach, Waldrohrbach, Altdorf, Essingen, Freischbach, Gommersheim, Niederhochstadt et Oberhochstadt.

## Démographie
| Année   | Population |
| ------- | ---------- |
| an I    | 14 379     |
| an VI   | 16 461     |
| an VIII | 16 442     |